# Infibulation

Les 3 types de mutilations génitales féminines comparés à l'anatomie féminine normale :
Type I : clitoridectomie
Type II : excision
Type III : infibulation

L’infibulation (dérivé de fibule, agrafe) est une mutilation génitale consistant en une suture d’une grande partie des lèvres externes ou des lèvres internes de la vulve, de façon à ne laisser qu’une petite ouverture pour que l’urine et les menstruations puissent s’écouler.  Elle est habituellement pratiquée sur une adolescente prépubère dans le but de lui empêcher tout rapport sexuel vaginal.
L’infibulation est l'une des mutilations génitales féminines (MGF), au même titre que l’excision du clitoris et celle des petites lèvres, qui l’accompagne souvent.
Elle est illégale dans la plupart des pays du monde.
Une désinfibulation est nécessaire (généralement lors du mariage) pour permettre le coït vaginal. Une femme peut subir plusieurs réinfibulations et désinfibulations au cours de sa vie.
On appelle également infibulation la mise en place d'un fermoir à travers le prépuce chez l'homme.

## Pratique
L’infibulation est une mutilation traditionnelle pratiquée principalement en Afrique subsaharienne, au Moyen-Orient et en Asie du Sud-Est. Il existe plusieurs variantes de cette mutilation, souvent effectuée en association avec l’excision clitoridienne et l’ablation des petites lèvres.
L’infibulation elle-même consiste, en général, en l’incision de la bordure des grandes lèvres sur presque toute leur longueur, puis leur suture l’une à l’autre, couvrant le méat urinaire et l’entrée du vagin. Elle ne laisse qu’un minime pertuis très postérieur (à l’arrière) pour le passage de l’urine et des règles.
La suture, la cicatrisation de l’agrafage de ce qui reste de l’ablation partielle des deux grandes lèvres, devra être séparée (désinfibulation) au moment du mariage.
La femme est fréquemment réinfibulée pendant ses grossesses pour être à nouveau désinfibulée avant chaque accouchement, de même lors d’absences prolongées de son époux.
Dans la plupart des cultures traditionnelles concernées, ce sont les exciseuses qui effectuent l’infibulation puis qui réalisent, plus tard, la désinfibulation, généralement dans des conditions inappropriées (instruments inadéquats, non stérilisés, sans anesthésie, etc.), ce qui entraîne de grandes souffrances, ainsi que des risques d’hémorragie sévère et d’infection.

## Désinfibulation
La désinfibulation est un renversement partiel de l’infibulation, elle est nécessaire avant tout coït vaginal. L'infibulation étant destinée à atténuer le plaisir sexuel féminin et à maintenir la virginité avant le mariage, la désinfibulation est traditionnellement pratiquée au moment du mariage, afin que les femmes puissent avoir des rapports sexuels.
La désinfibulation consiste à sectionner la cicatrice issue de la suture formée par l’accolement des lèvres de la vulve sur la ligne médiane afin de permettre l’accès à l’orifice externe du vagin et, par conséquent, pour permettre la pratique des rapports sexuels vaginaux.  
La désinfibulation permet aussi de libérer le méat urinaire et de retrouver une miction urinaire normale.
Une désinfibulation plus poussée est effectuée lors des accouchements. 
À la suite de la désinfibulation, il est habituel de demander au couple d’avoir des relations sexuelles fréquentes pour éviter l’accolement et une réinfibulation secondaire.

## Réinfibulation
La réinfibulation est une nouvelle suture des lèvres précédemment séparées par une désinfibulation. Selon les usages locaux, une nouvelle suture des lèvres peut être requise :
- après séparation du conjoint (par décès, divorce, etc.) ;
- après l’accouchement, sous le prétexte que les relations sexuelles seraient ainsi plus agréables pour l’homme, ou encore qu’il ne serait pas concevable d’avoir « la vulve exposée ».

Une réinfibulation dite secondaire peut survenir spontanément à la suite d'une désinfibulation.

## Répartition géographique
L’infibulation est pratiquée, notamment, par les populations des pays d’Afrique situés en bordure du sud du Sahara et, en particulier, chez certaines ethnies originaires du Mandé se trouvant au Mali, au Sénégal, en Mauritanie ou encore au sud du Sahara. Elle a été interdite à la fin des années 1940 au Soudan.

## Infibulation masculine

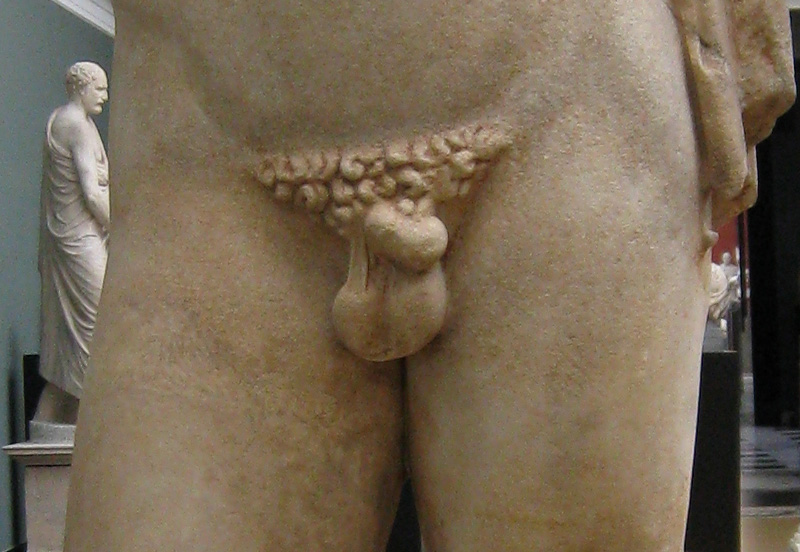
Une statue en marbre du poète grec Anacréon (582–485 avant notre ère), montrant un kynodesmē.

L'infibulation faisait également référence à la pose d'un fermoir à travers le prépuce masculin. Dans la Grèce antique, les athlètes masculins, les chanteurs et autres artistes publics utilisaient un fermoir ou une ficelle pour fermer le prépuce et tirer le pénis d'un côté, une pratique connue sous le nom de kynodesmē (littéralement : « cravate de chien »). De nombreux kynodesmē sont représentés sur des vases, confinés presque exclusivement aux symposiastes et aux comastes, qui sont en règle générale des hommes plus âgés (ou du moins matures). À Rome, un péroné pénien (en) était souvent un type d'anneau utilisé de manière similaire à un kynodesme.
Le kynodesmē était considéré comme un signe de retenue et d'abstinence, mais était également lié à des préoccupations de modestie ; dans les représentations artistiques, il était considéré comme obscène et offensant de montrer un pénis long, en particulier le gland du pénis. Attacher le pénis avec une ficelle était un moyen d'éviter ce qui était considéré comme le spectacle honteux et déshonorant d'un pénis au gland exposé, essentiellement associé à ceux sans réputation, tels que les esclaves et les barbares. Cette pratique transmettait donc la valeur morale et la modestie du sujet.